# SN 1997by
SN 1997by – supernowa typu Ia odkryta 27 kwietnia 1997 roku w galaktyce IC4252. W momencie odkrycia miała maksymalną jasność 16,20m.